# 사샤 묄더스
사샤 묄더스(Sascha Mölders, 1985년 3월 20일 독일 에센 ~ )는 독일의 축구 선수로, 현재 TSV 란츠베르크에서 선수 겸 코치로 활약하고 있다. 포지션은 스트라이커다.